# مولي هيمنغواي
مولي زيغلر هيمنغواي (بالإنجليزية: Mollie Ziegler Hemingway)‏ هي صحفية ومعلقة سياسية محافظة أمريكية ولدت في سنة 1974 في دنفر. هي محررة رئيسية في مجلة ذا فيديراليست ومحللة في قناة فوكس نيوز.